# Clidemia crenulata
Clidemia crenulata är en tvåhjärtbladig växtart som beskrevs av Henry Allan Gleason. Clidemia crenulata ingår i släktet Clidemia och familjen Melastomataceae.
Artens utbredningsområde är Colombia. Inga underarter finns listade i Catalogue of Life.